# Большечурашевское сельское поселение
Большечура́шевское се́льское поселе́ние (чув. Мăн Чураш ял тăрăхĕ) — муниципальное образование в Ядринском районе Чувашии Российской Федерации.
Административный центр — село Большое Чурашево.

## География
По территории поселения протекает река Штранга

## История
Первые упоминания о селениях относятся к XVII веку.
Статус и границы сельского поселения установлены Законом Чувашской Республики от 24 ноября 2004 года № 37 «Об установлении границ муниципальных образований Чувашской Республики и наделении их статусом городского, сельского поселения, муниципального района и городского округа».

## Население
| 2010  | 2012  | 2013  | 2014  | 2015  | 2016  | 2017  |
| ----- | ----- | ----- | ----- | ----- | ----- | ----- |
| 1388  | ↗1396 | ↘1363 | ↘1330 | ↘1290 | ↘1254 | ↘1168 |
| 2018  | 2019  | 2020  | 2021  |       |       |       |
| ↘1124 | ↘1069 | ↘1053 | ↘1037 |       |       |       |

## Состав сельского поселения
| № | Населённый пункт   | Тип населённого пункта       | Население |
| - | ------------------ | ---------------------------- | --------- |
| 1 | Большое Чурашево   | село, административный центр | ↗506      |
| 2 | Вурманкас-Асламасы | деревня                      | ↗340      |
| 3 | Ильдубайкино       | деревня                      | ↗170      |
| 4 | Лешкас-Асламасы    | деревня                      | ↗221      |
| 5 | Никиткино          | деревня                      | ↗249      |
| 6 | Ойкас-Асламасы     | село                         | ↗247      |

## Памятники архитектуры
Памятник «Воину-победителю»

## Религия
Троицкая церковь в с. Ойкас-Асламасы